# Química quântica relativística
Química quântica relativística combina mecânica relativista com química quântica para calcular propriedades e estrutura de elementos, especialmente para os elementos mais pesados da tabela periódica.  Um exemplo proeminente é uma explicação para a cor do ouro: devido a efeitos relativísticos, não é prateado como a maioria dos outros metais.
O termo efeitos relativísticos foi desenvolvido à luz da história da mecânica quântica. Inicialmente, a mecânica quântica foi desenvolvida sem considerar a teoria da relatividade.  Os efeitos relativísticos são aquelas discrepâncias entre os valores calculados por modelos que consideram a relatividade e aqueles que não o fazem.pág 4  Os efeitos relativísticos são importantes para elementos mais pesados com números atômicos elevados, como lantanídeos e actinídeos.pág 2
Os efeitos relativísticos em química podem ser considerados perturbações, ou pequenas correções, na teoria não relativística da química, que é desenvolvida a partir das soluções da equação de Schrödinger.  Essas correções afetam os elétrons de maneira diferente, dependendo da velocidade do elétron em comparação com a velocidade da luz.  Os efeitos relativísticos são mais proeminentes em elementos pesados porque somente nesses elementos os elétrons atingem velocidades suficientes para que os elementos tenham propriedades que diferem do que a química não relativística prevê.

## História
Começando em 1935, Bertha Swirles descreveu um tratamento relativístico de um sistema de muitos elétrons, apesar da afirmação de Paul Dirac em 1929 de que as únicas imperfeições remanescentes na mecânica quântica "dão origem a dificuldades apenas quando partículas de alta velocidade estão envolvidas e são, portanto, de nenhuma importância na consideração da estrutura atômica e molecular e das reações químicas comuns nas quais ela é, de fato, geralmente suficientemente precisa se negligenciarmos a variação da massa e da velocidade na relatividade e assumirmos apenas forças de Coulomb entre os vários elétrons e núcleos atômicos".
Os químicos teóricos em geral concordaram com o sentimento de Dirac até a década de 1970, quando efeitos relativísticos foram observados em elementos pesados. A equação de Schrödinger foi desenvolvida sem considerar a relatividade no artigo de Schrödinger de 1926h. Correções relativísticas foram feitas na equação de Schrödinger (ver equação de Klein–Gordon) para descrever a estrutura fina dos espectros atômicos, mas esse desenvolvimento e outros não chegaram imediatamente à comunidade química. Como as linhas espectrais atômicas estavam em grande parte no domínio da física e não no da química, a maioria dos químicos não estava familiarizada com a mecânica quântica relativística e sua atenção estava voltada para os elementos mais leves, típicos do foco da química orgânica da época.
A opinião de Dirac sobre o papel que a mecânica quântica relativística desempenharia nos sistemas químicos está errada por duas razões. Primeiro, os elétrons em orbitais atômicos “s” e “p” viajam a uma fração significativa da velocidade da luz. Em segundo lugar, os efeitos relativísticos dão origem a consequências indiretas que são especialmente evidentes para os orbitais atômicos d e f.

## Tratamento qualitativo

γ relativístico em função da velocidade. Para uma velocidade pequena, a (ordenada) é igual a mas como, a tende ao infinito.

Um dos resultados mais importantes e familiares da relatividade é que a massa relativística do elétron aumenta à medida que
{\displaystyle m_{\text{rel}}={\frac {m_{\text{e}}}{\sqrt {1-(v_{\text{e}}/c)^{2}}}},}
onde {\displaystyle m_{e},v_{e},c} são a massa de repouso do elétron, velocidade do elétron e velocidade da luz respectivamente.  A figura à direita ilustra esse efeito relativístico em função da velocidade.
Isto tem uma implicação imediata no raio de Bohr ({\displaystyle a_{0}}), o qual é dado por
{\displaystyle a_{0}={\frac {\hbar }{m_{\text{e}}c\alpha }},}
onde {\displaystyle \hbar } é a constante reduzida de Planck e α é a constante de estrutura fina (uma correção relativística para o modelo de Bohr).
Arnold Sommerfeld e Bohr calcularam que, para um elétron de orbital 1s de um átomo de hidrogênio com um raio de órbita de 0.0529 nm, α ≈ 1/137.  Isto quer dizer, a constante de estrutura fina mostra o elétron viajando a quase 1/137 da velocidade da luz.  Pode-se estender isso a um elemento maior com um número atômico Z usando a expressão {\displaystyle v\approx {\frac {Zc}{137}}} para um elétron 1s, onde v é sua velocidade radial, i.e., sua velocidade instantânea tangente ao raio do átomo.  Para ouro com Z = 79, v ≈ 0.58c, então o elétron 1s irá estar se movendo a 58% da velocidade da luz.  Conectando isso para v/c na equação para a massa relativística, encontra-se que mrel = 1.22me, e, por sua vez, colocando isso no raio de Bohr acima, descobre-se que o raio diminui em 22%.
Se substituirmos a "massa relativística" na equação para o raio de Bohr, podemos escrever
{\displaystyle a_{\text{rel}}={\frac {\hbar {\sqrt {1-(v_{\text{e}}/c)^{2}}}}{m_{\text{e}}c\alpha }}.}
Segue que
{\displaystyle {\frac {a_{\text{rel}}}{a_{0}}}={\sqrt {1-(v_{\text{e}}/c)^{2}}}.}

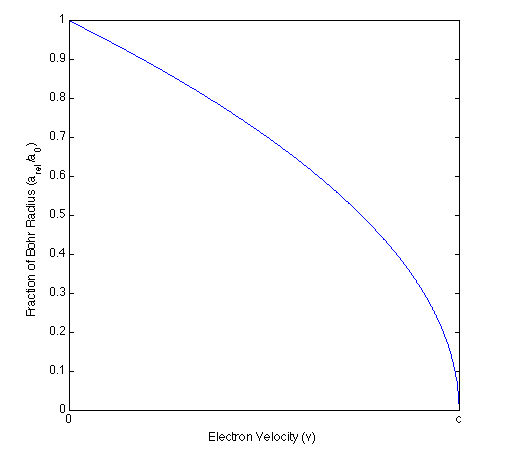
Razão dos raios de Bohr relativísticos e não relativísticos, como uma função da velocidade do elétron.

À direita, a razão acima dos raios de Bohr relativísticos e não relativísticos foi plotada como uma função da velocidade do elétron. Observe como o modelo relativístico mostra que o raio diminui com o aumento da velocidade.
Quando o tratamento de Bohr é estendido para átomos hidrogenoides, o raio de Bohr se torna
{\displaystyle r={\frac {n^{2}}{Z}}a_{0}={\frac {n^{2}\hbar ^{2}4\pi \varepsilon _{0}}{m_{\text{e}}Ze^{2}}},}
onde {\displaystyle n} é o número quântico principal, e Z é um inteiro para o número atômico.  No modelo de Bohr, o momento angular é dado como {\displaystyle mv_{\text{e}}r=n\hbar }.  Substituindo na equação acima e resolvendo para {\displaystyle v_{\text{e}}} resulta
{\displaystyle r={\frac {n^{2}a_{0}}{Z}}={\frac {n\hbar }{mv_{\text{e}}}},}
{\displaystyle v_{\text{e}}={\frac {Z}{n^{2}a_{0}}}{\frac {n\hbar }{m}},}
{\displaystyle {\frac {v_{\text{e}}}{c}}={\frac {Z\alpha }{n}}={\frac {Ze^{2}}{4\pi \varepsilon _{0}\hbar cn}}.}
Deste ponto, unidades atômicas podem ser usadas para simplificar a expressão em
{\displaystyle v_{\text{e}}={\frac {Z}{n}}.}
Substituindo isso na expressão para a razão de Bohr mencionada acima, obtemos
{\displaystyle {\frac {a_{\text{rel}}}{a_{0}}}={\sqrt {1-\left({\frac {Z}{nc}}\right)^{2}}}.}
Neste ponto pode-se observar que um valor baixo de {\displaystyle n} e um alto valor de {\displaystyle Z} resulta em {\displaystyle {\frac {a_{\text{rel}}}{a_{0}}}<1}.  Isso se encaixa com a intuição: elétrons com números quânticos principais mais baixos terão uma densidade de probabilidade maior de estarem mais próximos do núcleo.  Um núcleo com uma carga grande fará com que um elétron tenha uma velocidade alta.  Uma velocidade de elétron mais alta significa uma massa relativística de elétron aumentada e, como resultado, os elétrons estarão próximos do núcleo mais tempo e, portanto, contrairão o raio para números quânticos principais pequenos.

## Desvios da tabela periódica

### Mercúrio
Mercúrio (Hg) é um líquido até aproximadamente −39 °C, seu ponto de fusão.  As forças de ligação são mais fracas para ligações Hg–Hg do que para os seus vizinhos imediatos, como cádmio (p.f. 321 °C) e ouro (p.f. 1064 °C).  A contração dos lantanídeos apenas parcialmente explica esta anomalia.  Porque o orbital 6s2 é contraído por efeitos relativísticos e, portanto, pode contribuir apenas fracamente para qualquer ligação química, Hg–Hg a ligação deve ser principalmente o resultado de forças de Van der Waals.
O mercúrio no estado gasoso é principalmente monoatômico, Hg(g).  Hg2(g) raramente se forma e tem baixa energia de dissociação, como esperado devido à falta de ligações fortes.
Au2(g) e Hg(g) são análogos com H2(g) e He(g) no que diz respeito a ter a mesma natureza de diferença.  A contração relativística do orbital 6s2 conduz ao mercúrio gasoso à algumas vezes ser chamado de pseudo gás nobre.

### Cor do ouro e césio

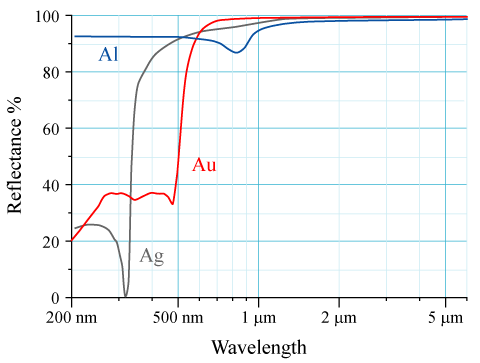
Curvas de reflectância espectral para os espelhos metálicos de alumínio (Al), prata (Ag) e ouro (Au).

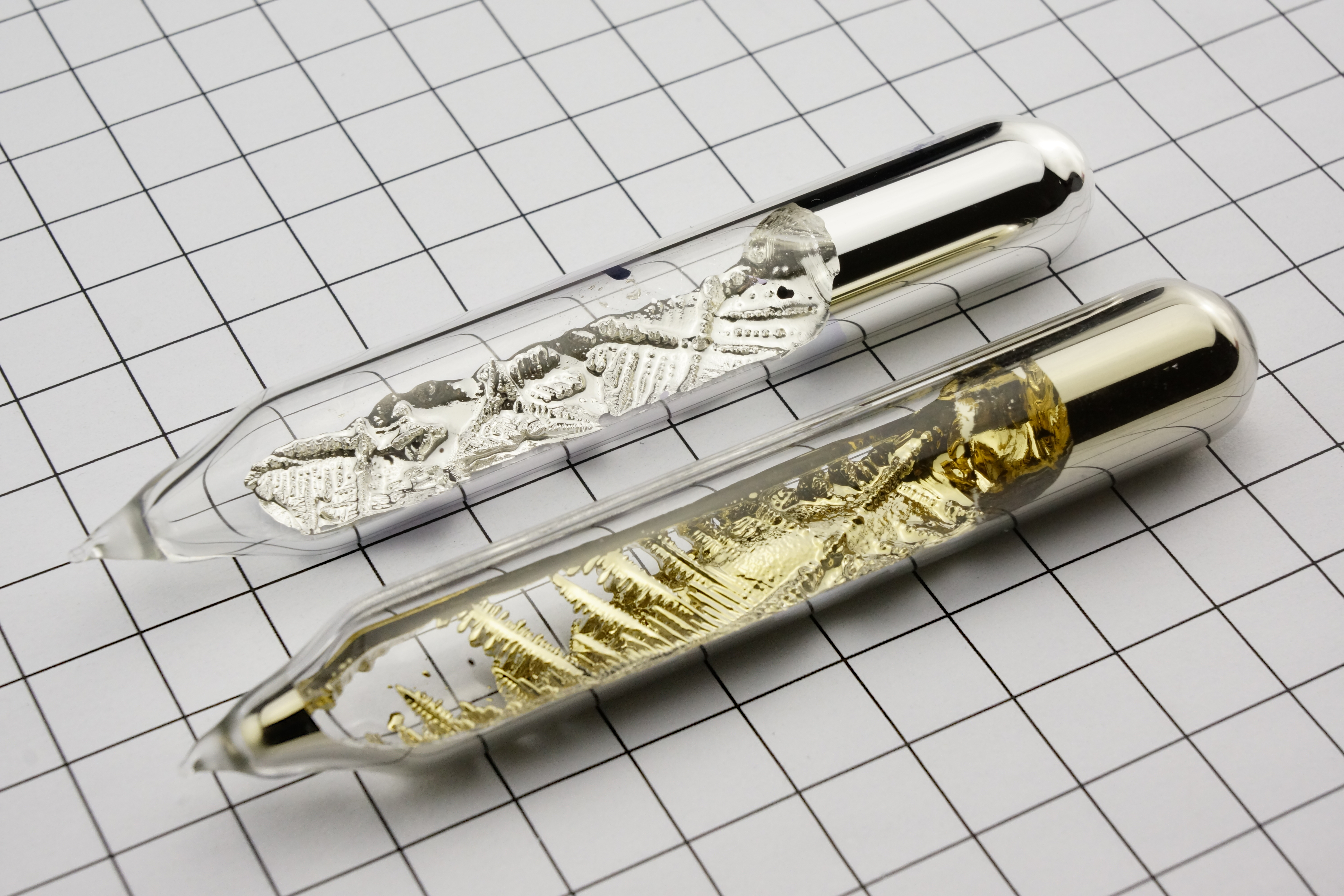
Coloração dos metais alcalinos: rubídio (prateado) versus césio (dourado).

A refletividade de alumínio (Al), prata (Ag) e ouro (Au) é mostrado no gráfico à direita.  O olho humano vê radiação eletromagnética com um comprimento de onda próximo de 600 nm como amarelo.  O ouro absorve luz azul mais do que absorve outros comprimentos de onda visíveis de luz; a luz refletida que chega ao olho é, portanto, carente de azul em comparação com a luz incidente.  Como o amarelo é complementar ao azul, isso faz com que um pedaço de ouro sob luz branca pareça amarelo aos olhos humanos.
A transição eletrônica do orbital 5d para o orbital 6s é responsável por essa absorção.  Uma transição análoga ocorre na prata, mas os efeitos relativísticos são menores do que no ouro.  Enquanto o orbital 4d da prata experimenta alguma expansão relativística e a contração do orbital 5s, a distância 4d–5s na prata é muito maior do que a distância 5d–6s no ouro.  Os efeitos relativísticos aumentam a distância do orbital 5d do núcleo do átomo e diminuem a distância do orbital 6s.  Devido à distância orbital 6s diminuída, a transição eletrônica absorve principalmente na região violeta/azul do espectro visível, em oposição à região UV.
Césio, o mais pesado dos metais alcalinos que podem ser coletados em quantidades suficientes para visualização, tem uma tonalidade dourada, enquanto os outros metais alcalinos são branco-prateados.  No entanto, os efeitos relativísticos não são muito significativos em Z = 55 para césio (não muito longe de Z = 47 para prata).  A cor dourada do césio vem da frequência decrescente da luz necessária para excitar os elétrons dos metais alcalinos à medida que o grupo desce.  Para o lítio até o rubídio, essa frequência está no ultravioleta, mas para o césio ela atinge a extremidade azul-violeta do espectro visível; em outras palavras, a frequência plasmônica dos metais alcalinos se torna menor do lítio para o césio.  Assim, o césio transmite e absorve parcialmente a luz violeta preferencialmente, enquanto outras cores (de menor frequência) são refletidas; por isso, ele parece amarelado.

### Bateria de chumbo–ácido
Sem relatividade, chumbo (Z = 82) seria esperado que se comportasse muito como estanho (Z = 50), portanto, as baterias de estanho-ácido devem funcionar tão bem quanto as baterias chumbo-ácido comumente usadas em carros.  No entanto, os cálculos mostram que cerca de 10 V dos 12 V produzidos por uma bateria chumbo-ácido de 6 células surge puramente de efeitos relativísticos, explicando por que as baterias de estanho-ácido não funcionam.

### Efeito do par inerte
No Tl(I) (tálio), Pb(II) (chumbo) e Bi(III) (bismuto) complexos um par de elétrons 6s2 existe.  O efeito do par inerte é a tendência desse par de elétrons de resistir à oxidação devido a uma contração relativística do orbital 6s.

### Outros efeitos
Fenômenos adicionais comumente causados por efeitos relativísticos são os seguintes:
- O efeito dos efeitos relativísticos nas interações metalofílicas é incerto. Embora Runeberg et al. (1999) calculou um efeito atrativo,[19] Wan et al. (2021) em vez disso calculou um efeito repulsivo.[20]
- A estabilidade dos ânions de ouro e platina em compostos como aureto de césio.[21]
- A reatividade ligeiramente reduzida do frâncio em comparação com o césio.[22][23]
- Cerca de 10% da contração dos lantanídeos é atribuída à massa relativística dos elétrons de alta velocidade e ao menor raio de Bohr resultante.[24]